# Knights of the Round
Knights of the Round (japanska: ナイツオブザラウンド?) är ursprungligen ett arkadspel av Capcom från 1991.  Spelet är ett sidscrollande så kallat hugg och slå-spel, löst baserat på legenden om kung Artur och Riddarna kring Runda bordet. Spelet innehåller ett RPG-liknande system, där spelfigurernas vapen och rustningar uppdateras då spelet fortsätter allt längre fram.
Spelet porterades 1994 till SNES och till Capcom Classics Collection: Reloaded till Playstation Portable 2006, samt till Capcom Classics Collection Vol. 2 till Playstation 2 och Xbox.

## Handling
Spelet utspelar sig i England under Medeltiden. Artur, som tränat länge för att bli riddare, drar det magiska svärdet Excalibur från stenen och inser att hans öde är att bli kung av Britannien. Merlin skickar Lancelot och Perceval för att hjälpa Artur att störta kung Garibaldi och ena England.

### Fotnoter
1. ↑  ”Knights of the Round”. The International Arcade Museum. http://www.arcade-museum.com/game_detail.php?game_id=8333. Läst 30 april 2014.
2. ↑  Baize, Anthony. ”Knights of the Round”. Allgame. Rovi. Arkiverad från originalet den 16 november 2014. https://web.archive.org/web/20141116232909/http://www.allgame.com/game.php?id=9379&tab=review. Läst 20 april 2014.
3. ↑  Knights of the Round på Killer List of Videogames läst 30 april 2014.